# Emmerich Kálmán
Emmerich Kálmán, vlastním jménem (maď.) Kálmán Imre (rozený Koppstein), (24. října 1882, Siófok, Uhersko – 30. října 1953, Paříž, Francie) byl maďarský operetní skladatel.

## Mládí a profesní začátky
Narodil se v rodině bohatého obchodníka Károlyho Koppsteina. Hospodářská recese a stejně tak i otcova odvážná investice do divadla či jízdárny v Siófoku mu však způsobila v roce 1892 bankrot. Rodina se přestěhovala do Budapešti, změnila si jméno na Kálmán a 6 dětí (2 chlapci a 4 dívky) museli rodiče rozdělit mezi příbuzné. ==
Mladý Emmerich Kálmán měl od malička zájem o hudbu (např. se naučil nazpaměť zpívat celou 2. maďarskou rapsódii od Ference Liszta). Jako malý chlapec však upadl při veřejném tanci a od tehdy už nikdy více nechtěl tancovat. Od malička se učil hře na klavír, v roce 1897 vystoupil veřejně. Později však dostal bolesti ramene a musel svoje studia hry na klavír přerušit. Z těchto důvodů také přešel na studium komponování.

Emmerich Kálmán byl součástí úspěšné generace maďarských hudebních skladatelů, kteří počátkem 20. století studovali na Hudební akademii v Budapešti pod taktovkou Jánose Kösslera. K této generaci patřili operetní skladatelé jako např. Albert Szirmai a Viktor Jacobi, jeden z nejdůležitějších představitelů první hudební avantgardy 20. století Béla Bartók anebo skladatel Zoltán Kodály. Kromě toho navštěvoval na žádost svého otce i studia práv na Budapešťské univerzitě.

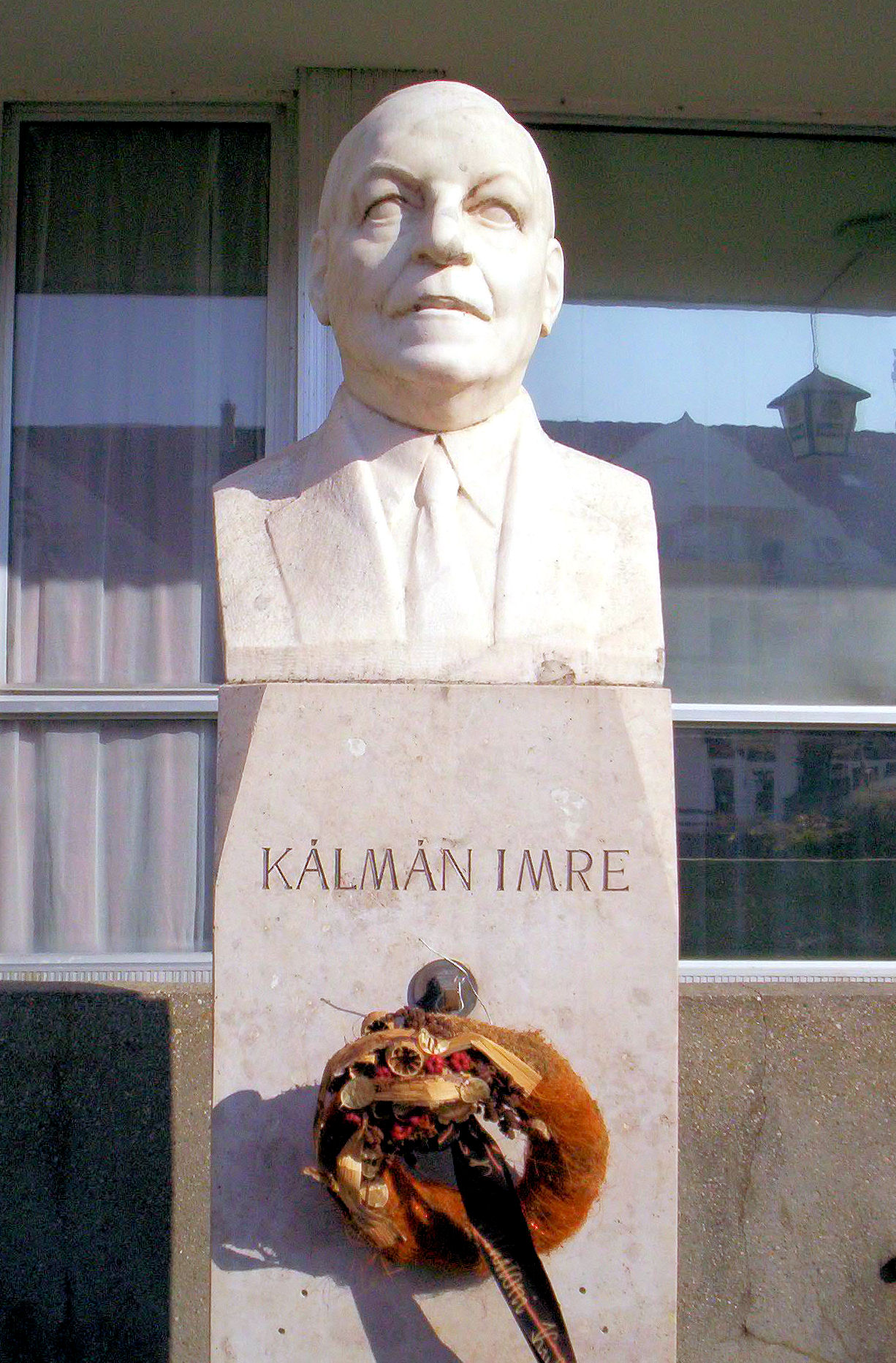
Emmerich Kálmán.

Jako absolvent hudební akademie měl v roce 1904 určitý úspěch na závěrečném koncertu se svým symfonickým dílem Saturnálie, ale jeho dílo bylo ten večer hráno poprvé a naposledy.
Po absolutoriu studií práv byl zaměstnán u Samuela Bakonyiho. Když měl zastoupit stávkující železničáře u soudu, nestihl si ani prostudovat spis. U soudu neuspěl, a byl po dohodě propuštěn. Podle dohody měl Bakonyi Kálmánovým rodičům nadále tvrdit, že jejich syn je stále jeho zaměstnancem.
Namísto právní praxe byl Kálmán zaměstnán jako hudební kritik v novinách Pesti Napló, kde byl znám už z jeho studentských let. V té době zkomponoval svoji druhou symfonii Endre a Johanna, ale nikdo o ni neměl zájem. Tehdy ze žertu poznamenal, že zkomponuje operetu. Poté, co zkomponoval úspěšný kuplet pro Sáru Ferákovou (tehdy nejznámější šansonetu v Budapešti) a doslechl se o velkých úspěších Oscara Strause a Leo Falla, začal se zaobírat myšlenkami na operetu vážněji. V tom mu byl příkladem a nápomocen jeho spolužák a přítel Viktor Jacobi, který neváhal a operety začal psát ihned po absolvování Hudební akademie.

## Skladatelská dráha
Ani o jeho první operetu Podzimní manévry (maď. Tatárjárás, něm. Ein Herbstmanöver) však maďarské Královské divadlo (Királyszínház) v Budapešti neprojevilo zájem. Ve svém zoufalství se obrátil na ředitele v divadle Vígszínház, jehož dílo velmi zaujalo a rozhodl se ho uvést. Toto rozhodnutí bylo stejně odvážné i úspěšné. Odvážné proto, že Vígszínház měl do tehdy na programu jen činohru, a úspěšné proto, že opereta slavila velký úspěch. Premiéru měla 22. února 1908. Úspěchu si všiml i Viliam Karczag, ředitel v Theater an der Wien. V Budapešti ho doprovázel Leo Fall, který operetu bez závisti či rivality doporučil. Stal se dokonce Kálmánovým dobrým přítelem. Operetu uvedli 21. ledna 1909 v upravené verzi. Měla podobný úspěch jako v Budapešti a z Vídně se dostala do mnoha dalších světových divadel.
Z jeho dalších úspěšných operet, které už mívaly premiéry ve Vídni, se proslavila zejména Čardášová princezna (něm. Die Csárdásfürstin), ale i jiné, např. Hraběnka Marica (něm. Gräfin Maritza) alebo Cirkusová princezna (něm. Die Zirkusprinzessin).
Ve svých operetách plně využíval maďarské čardášové hudební motivy, které vhodně skloubil s vídeňskou operetní tradicí.
V roku 1938 musel Kálmán kvůli svému židovskému původu opustit Vídeň. Za vydatné pomoci Miklósa Horthyho odejel přes Švýcarsko do Paříže. Potom když hrozil vpád německých nacistů i do Francie, odhodlal se na cestu, kterou by jinak asi nikdy nepodnikl, odjel do New Yorku v USA, kde byl už díky svým předchozím operetám dobře znám. Krátce žil i v Hollywoodu.
V době 2. světové války napsal operetu Marinka, která měla sice v USA úspěch, ale nedosáhla slávy jeho předešlých děl. V roce 1949 se nakrátko vrátil do Evropy a navštívil i Vídeň. Poté v roce 1950 se natrvalo usadil v Paříži, kde o dva roky později i zemřel. Jeho poslední opereta Arizona Lady byla uvedena v Bernu až po jeho smrti.

## Soukromý život
První Kálmánovou manželkou byla Paula Dvorak, která po těžké chorobě zemřela v roce 1928. Jeho druhou manželkou byla chudá ruská emigrantka Věra Nastasja Makinská, která žila v úplné chudobě ve Vídni a snažila se zde prosadit jako herečka. Kálmán se do ní natolik zamiloval, že jí dal přednost před vznešenou a vlivnou (a také mladou a krásnou) Agnesou Esterházy. Kálmánova láska k Věře (se svými těžkostmi a šťastným rozuzlením) je jakoby vytrhnuta ze světa operety.
Přestože paní Věra byla poměrně rozhazovačná, a přestože se později v USA znova zamilovala a s Kálmánem se rozvedla, je možné říci, že se jednalo o poměrně šťastné manželství. "Milá Veruška", jak byla mužem nazývána, si nicméně rozchod později rozmyslela a opět se za Kálmána provdala. Manželství tentokrát vydrželo až do Kalmánovy smrti a i potom věnovala vdova obrovskou energii v zájmu zachování manželova kultu.

## Seznam Kálmánových operet
- Seznam děl v Souborném katalogu ČR, jejichž autorem nebo tématem je Emmerich Kálmán
- Tatárjárás, Ein Herbstmanöver – Podzimní manévry (1908)
- Osbitos (1910)
- Der Zigeunerprimas, Cikánský primáš (1912)
- The Blue House (1912)
- Gold gab ich für Eisen (1914)
- Die Csárdásfürstin, Čardášová princezna (1915)
- Die Faschingsfee, Masopustní víla (1917)
- Das Hollandweibchen, Holanďanka (1920)
- Die Bajadere, Bajadéra (1921)
- Gräfin Maritza, Hraběnka Marica (1924)
- Die Zirkusprinzessin, Cirkusová princezna (1926)
- Golden Down (1927)
- Die Herzogin von Chicago, Vévodkyně z Chicaga (1928)
- Das Veilchen von Montmartre, Fialky z Montmartru (1930)
- Ronny (1931)
- Der Teufelsreiter (1932)
- Marinka (1945)
- Arizona Lady (1954)